# 萬艦齊發2
《萬艦齊發2》是由Relic Entertainment製作並於2003年由雪樂山發行的一款即時戰略遊戲，它是萬艦齊發的主線續作。它講述前作以後的故事並主要描述遊戲中的種族希格拉如何應對其新敵人維格爾。本作對前作的遊戲系統進行改進，圖像和聲音效果也有大幅度提高。2015年2月25日，在steam平臺推出一、二代合輯的重製珍藏版。

## 劇情概要
太初之时，第1个超空间核(Hyperspace core)的发现，带来了星际旅行的繁荣和贸易路线的建立。4000年后，第2个超空间核惊现于一个荒芜的星球上，被流放在此的人卡拉克凭借它和血与火的战争，回到了自己的家園—西亞加拉(Hiigara)。一位名叫凱蘭·沙捷(Karan S'jet)的女子成为这场艰苦旅途中流放部族的领袖。而如今，随着第3个超空间核的出现，维格(Vaygr)在马坎(Makaan)的率领下开始崛起。许多星系已陷入他的黑暗掌控中，而他的目光也盯上了西亞加拉……

## 編程語言
《萬艦齊發2》使用一種專用的編程語言，稱為SCAR（SCripting At Relic）。它也使用Lua語言。

### SCAR
SCAR實際上是用於處理《萬艦齊發2》單人模式裡的劇本變化的一種腳本語言。它可以控制諸如鏡頭變換，產生敵艦，進入下一關等的功能。

### Lua
《萬艦齊發2》也使用LUA語言的4.0版。它利用LUA編輯遊戲內的關卡，並以.level的文件格式存儲。此外遊戲中電腦的AI和遊戲規則的邏輯引擎也使用到LUA。利用LUA製作者設定了很多選項，包括星球光線、背景、星體在遊戲中的位置等。

## 自製遊戲模組
得益於“遊戲主程序+遊戲規則設定及資料儲存文件”的設計，以及SCAR和LUA的協助，《萬艦齊發2》的高級玩家能較容易地進行二次開發。而類似Mod DB這樣的網站和遊戲本身的粉絲站，大大推動了《萬艦齊發2》的遊戲模組開發。以下是其中幾個較為完整的MOD。

### Star Wars: Warlords
以《星球大戰》為模仿對象的MOD

### Gundam UC Mod
最終版本3.01，中國人AK戈戈虎開發的以U.C.系列GUNDAM為模仿對象的MOD。裡面包括0079-0083這段時期的GUNDAM動畫出現過的機體，以及機動戰士Z 高達裡的部分機體。動畫中出現的宇宙飛船也有登場。只适用于家园2经典版。
MOD小组第九舰队根据原版开发出移植版，移植版只适用于家园2重制版的

### Gundam SEED Mod
最终版本3.21，中国人开发的以C.E.系列GUNDAM为模仿对象的MOD。里面包括C.E.71-C.E.73这段时期的高达动画出现过的机体。
MOD小组9CCN根据原版开发出移植版。

### HomeWorld 2 Complex
正如它的名字，這個MOD是萬艦齊發二最為複雜的一個MOD。它加入了大量機體及戰艦部件改造功能等的選項。

### Slipstream: The Price of Freedom
講述兩個軍事實力較量的MOD，有較多原創機體。

### Tactical Fleet Simulator
有大量原創機體設計的MOD。這個MOD的特點在於大量同類機體的不同機型以及複雜的戰鬥規律。

### Homeworld 2: FX
最新版本2.0。這個MOD從《家園2》、前作以及當時計劃開發的新作的劇本為基礎，開發出包括先祖等的多個種族（在某些版本里甚至有本圖西），每個種族都有其特色機體。這個MOD在2009年以後分為兩個MOD開發，分別為Homeworld 2: FX - Empire和Homeworld 2: FX - Commander。

### Fairy Empire MOD（原yaodu Mod）
目前菲雅利MOD的最新版本是1.25。
在這個MOD里，新增加了四种模式以及四個新的種族，原有兩個種族的實力亦有所加強。新种族菲雅利帝国，艾洛斯帝国，妖精重工和水晶体。
防禦模式，在這個模式里，玩家將面對鋪天蓋地的維格爾艦隊的衝擊，因此主力戰艦的能力被大幅提升以抵擋敵軍的攻擊。
生存模式，玩家在没有矿和不能制造战列级以上的情况下面对维格尔舰队的攻击。生存模式下采用赏金制，通过击杀敌方单位来赚取赏金制造研发战舰。
战机模式，这个模式下大型战舰的数量受到限制，主要依靠战机和小型战舰进行战斗。
贸易模式，1.0版本开始的新模式。这个模式类似X3和大航海。玩家要通过多种手段赚取资金，购买新战舰。
這個MOD主要由中國女性《家園2》玩家幻夜妖姬完成。注：艾洛斯帝国模型是由星夜丽塔（原名星夜魔王）制作完成。
此MOD现已更新至1.25版，即将更新1.30版。

## 市場反應
《萬艦齊發2》獲得Game Rankings的85.1%的得分評價及Metacritic83%的得分評價。